# 아이돌랜드 프리파라
아이돌랜드 프리파라는 다카라토미에서 2023년 8월 17일에 착신된 모바일 게임이다.

## 등장인물
솔라미♡스마일/Solami♡Smile
마나카 라라/라라
미나미 미레이/미래
호조 소피/소피
드레싱파페/Dressing pafe
토도 시온/시온
도로시 웨스트/도로시
레오나 웨스트/레오나
가로마겟돈/Garromagedon
쿠로스 아로마/아로마
시라타마 미캉/미카
가루루/가루루
마이☆드림/My☆Dream
유메카와 유이/유이
니지이로 니노/니노
코우타 미치루/미루
위드/With
유메카와 쇼고/하루
타카세 코요이/노을
미타카 아사히/태양
논슈거/Nonsugar
마나카 논/논
츠키카와 치리/민트
타이요우 페퍼/페퍼
트리콜로르/Tricole
파루루/파루루
미도리카제 후와리/하이디
시쿄인 히비키/프린스 그레이
에버 골드/Ever Gold
가라라 슬립/가라라
하나조노 슈카/슈카
지고쿠 미미코/미미
열정의 빅뱅즈
챵코/호순
호조 코스모/코스모
키키 이지미/아티
아이돌타임 프리파라 공간
아카이 메가니/안경오빠
아카이 메가네/안경언니
아이돌타임 프리파라 매니저
보컬돌(파루루, 가루루)
시간의 정령(파라라, 가라라)
메가니/안경오빠
메가네/안경언니
쥬리/쥬리
쟈니스:제니스
카타스미 아마리/아마리
마리오/마리오
우시미츠/우시미츠
신야/신야